# 해군교육사령부
해군교육사령부(海軍敎育司令部, Naval Education & Training Command)는 경상남도 창원시 진해 해군기지에 위치한 대한민국 해군의 교육 사령부이다. 해군의 아버지 손원일 제독이 조직한 해방병단 안에 1946년 2월 15일에 설립된 신병교육대를 기반으로 창설되었다. 1987년 7월 1일 사령부로 증편되었다.

## 사건사고
2014년 국군기무사령부에서 해군교육사령부의 고위 장교들이 파수군을 우회하여 각종 군사기밀을 유출하고 있는 것을 포착해서 1년 가까이 수사하고 있었다. 하지만 기밀 유출에 관련된 구체적인 증거를 찾지 못해 수사는 난항을 겪고 있었다. 군 내부자는 전역 후, 다른 정부기관에 다시 민원을 냈는데, 이 때문에 군 안팎으로는 유출된 자료의 민감성 때문에 수사에도 영향을 받는것 아니냐는 우려의 목소리가 나왔다.
2019년 8월 13일, 해군교육사령부 내 탄약고 경계병 2명은 지난 5월 14일 밤 근무 도중 개인 휴대전화로 부대 밖 치킨집에서 생맥주 1만cc와 소주 등을 배달시켜 새벽까지 술판을 벌였다. 규정상 병사들의 휴대전화 사용은 오후 10시까지로 제한되지만 당시 간부들은 휴대전화 미반납 사실을 몰랐던 것으로 알려졌다. 이 경계병들은 치킨집과 가까운 부대 후문초소로 배달을 시킨 것으로 조사됐다. 후문초소에서 근무를 서던 경계병 2명은 배달 시킨 음식과 술이 도착하자 이를 들고 탄약고 초소로 합류했다. 이들 4명은 다른 병사 2명을 더 불러 새벽 2시까지 함께 탄약고 초소에서 술을 마셨다. 이들 6명이 술을 마신 수시간 동안 대로변에 접한 후문초소는 텅 비워져 있었다. 병사들의 휴대전화 사용 관리 미흡과 초병의 근무지 이탈 및 음주, 경계근무 소홀 등의 문제가 복합적으로 일어난 셈이다. 특히 해군 교육사의 경우 바다와 맞닿아 있을 뿐 아니라 진해구 도심과 인접해 있어 외부인의 무단진입 우려가 큰 만큼 경계가 더욱 철저히 이뤄져야 함에도 구멍이 뚫렸다.
병사들의 일탈은 다음날 휴대전화 미반납 사실을 인지한 한 간부가 휴대전화에 저장된 전날의 '인증샷'을 확인하면서 발각됐다. 하지만 중대장은 사건 초기 이를 지휘계통으로 보고하지 않고 한달 가까이 은폐했다. 결국 한 관계자가 소원수리함을 통해 은폐 사실을 폭로한 후 군은 지휘계통 보고를 하고 수사에 들어갔다.

## 조직
- 합동군사대학교 (舊)해군대학
- 해군기초군사교육단
- 해군전투병과학교
- 해군기술행정학교
- 해군정보통신학교
- 근무지원전대
- 실습전대
- 헌병대대
- 충무공리더십센터

### 이전
- 제2군사교육단

## 연혁
- 1946년 2월 15일, 신병교육대
- 1952년 4월 1일, 신병훈련소
- 1956년 3월 21일, 해군교육단
- 1987년 7월 1일, 해군교육사령부

## 역대 지휘관
| #  | 계급 / 성명 | 취임일           | 이임일           |
| -- | ----------- | ---------------- | ---------------- |
| 1  | 준장 김중남 | 1956년 3월 7일   | 1957년 1월 29일  |
| 2  | 대령 함명수 | 1957년 1월 29일  | 1958년 4월 24일  |
| 3  | 준장 한갑수 | 1958년 7월 20일  | 1961년 4월 20일  |
| 4  | 준장 김준태 | 1961년 4월 20일  | 1961년 5월 25일  |
| 5  | 준장 현시학 | 1961년 7월 8일   | 1961년 12월 26일 |
| 6  | 대령 신영철 | 1961년 12월 26일 | 1962년 11월 7일  |
| 7  | 대령 백운기 | 1962년 11월 7일  | 1964년 5월 15일  |
| 8  | 대령 최정도 | 1964년 8월 11일  | 1966년 9월 26일  |
| 9  | 대령 이상호 | 1966년 9월 26일  | 1969년 1월 20일  |
| 10 | 대령 안병기 | 1969년 1월 20일  | 1970년 4월 1일   |
| 11 | 대령 이계호 | 1970년 4월 1일   | 1970년 7월 16일  |
| 12 | 대령 이수권 | 1970년 7월 16일  | 1971년 6월 11일  |
| 13 | 대령 진정수 | 1971년 6월 11일  | 1972년 4월 17일  |
| 14 | 대령 오한로 | 1972년 4월 17일  | 1973년 4월 3일   |
| 15 | 대령 최장수 | 1973년 4월 3일   | 1974년 1월 14일  |
| 16 | 준장 배욱광 | 1974년 1월 14일  | 1974년 3월 25일  |
| 17 | 준장 이정선 | 1974년 3월 25일  | 1976년 2월 19일  |
| 18 | 준장 장세환 | 1976년 2월 19일  | 1976년 8월 20일  |
| 19 | 대령 김헌탁 | 1976년 8월 20일  | 1978년 1월 23일  |
| 20 | 소장 최기덕 | 1978년 1월 23일  | 1979년 9월 25일  |
| 21 | 소장 이건우 | 1980년 1월 31일  | 1981년 5월 25일  |
| 22 | 준장 김희욱 | 1981년 5월 25일  | 1981년 12월 24일 |
| 23 | 준장 김인식 | 1981년 12월 24일 | 1983년 1월 10일  |
| 24 | 준장 유광현 | 1983년 1월 10일  | 1985년 1월 10일  |
| 25 | 준장 강영오 | 1985년 1월 1일   | 1987년 1월 6일   |
| 26 | 준장 이윤도 | 1987년 1월 6일   | 1987년 6월 29일  |

| #        | 계급 / 성명 | 취임일         | 이임일      |
| -------- | ----------- | -------------- | ----------- |
| 1        | ?           | 1987년 7월 1일 | ?           |
| ?        | 중장 이범림 | ?              | ?           |
| ?        | 중장 이성환 | 2018년 12월    | 2019년 11월 |
| ?        | 중장 김현일 | 2019년 11월    | 2020년 12월 |
| ?        | 중장 강동훈 | 2020년 12월    | 2021년 12월 |
| ?        | 중장 정승균 | 2021년 12월    | 2022년 5월  |
| 직무대리 | 준장 박태규 | 2022년 5월     | 2022년 6월  |
| ?        | 중장 이성열 | 2022년 6월     | 2023년 12월 |
| ?        | 소장 김성학 | 2023년 12월    | 2024년 11월 |
| ?        | 중장 강정호 | 2024년 11월    |             |

## 참고
1. ↑  황혜경 (2014년 10월 8일). “군사기밀 유출 의혹으로 기무사에서 1년 가까이 수사중.”. YTN. 2014년 10월 8일에 확인함.
2. ↑  김태훈 (2019년 8월 13일). “해군, 탄약고 초소 비워놓고 '술판'…쉬쉬하려다 '덜미'”. 《SBS》. 2021년 2월 17일에 확인함.